# Нимсројланд
Нимсројланд (њем. Nimsreuland) општина је у њемачкој савезној држави Рајна-Палатинат. Једно је од 235 општинских средишта округа Ајфелкрајс Битбург-Прим. Према процјени из 2010. у општини је живјело 112 становника. Посједује регионалну шифру (AGS) 7232280.

## Географски и демографски подаци
Нимсројланд се налази у савезној држави Рајна-Палатинат у округу Ајфелкрајс Битбург-Прим. Општина се налази на надморској висини од 372 метра. Површина општине износи 4,4 km². У самом мјесту је, према процјени из 2010. године, живјело 112 становника. Просјечна густина становништва износи 25 становника/km².